# Salvador Victoria Marz
Salvador Victoria Marz (Rubielos de Mora, 7 de diciembre de 1928 - Alcalá de Henares, 27 de junio de 1994) fue un pintor abstracto español.

## Biografía

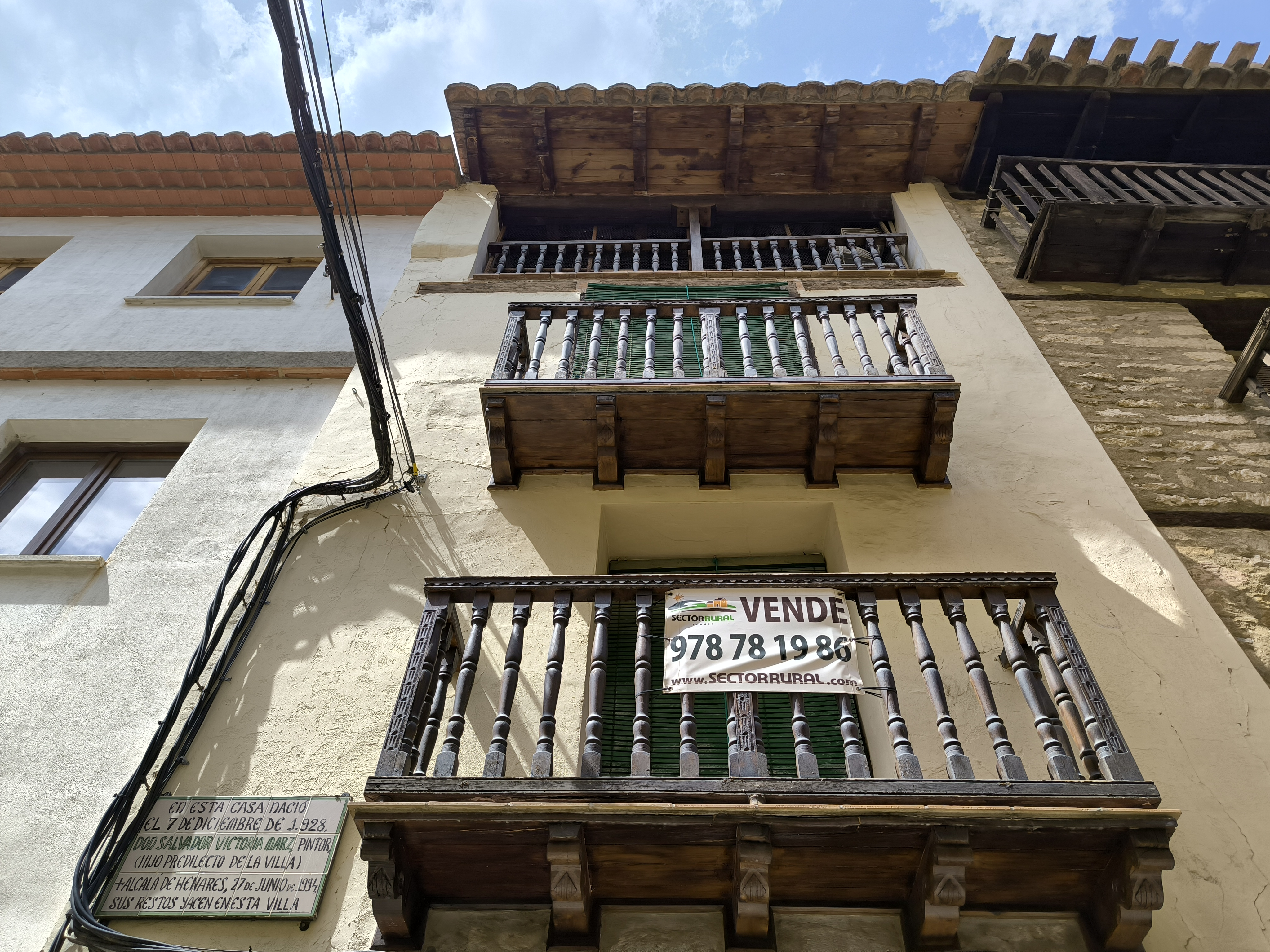
Casa natal de Salvador Victoria Marz en Rubielos de Mora

Nació en Rubielos de Mora (Teruel) el 7 de diciembre de 1928, donde vivió su infancia. Posteriormente su familia se traslada a Valencia, ingresando en 1947 en la Escuela de Bellas Artes de San Carlos de Valencia. Esta Escuela le pensiona en 1951 para estudiar durante un año en la Residencia Oficial de Pintores de Granada.
En 1956 se traslada a vivir a París, conectando con los artistas abstractos, convirtiéndose en una etapa fundamental para su formación. Y, allí, se casa con Marie Claire Decay Cartier. En 1963 funda el "Grupo Tempo" junto a Egon Nicolaus, Centry, Sam Kaner y Sornum.
En 1964 regresa a Madrid, colaborando con los artistas de la Galería de Juana Mordó. Inicia en 1979 su actividad como docente en la Facultad de Bellas Artes de la Universidad Complutense de Madrid. A partir de 1980 se dedica en especial a la obra gráfica (carpetas como las de "Arte y Trabajo", la de Homenaje a Miguel Labordeta, la de "El Aire" en el Taller de Fajardo, y la de "Arte y Medicina"). Entre 1987 y 1988 realiza su tesis doctoral, titulada: "El informalismo español fuera de España: visión y experiencia personal, 1955-65"; publicada en 2001.
Falleció tras una repentina enfermedad el 27 de junio de 1994, en Alcalá de Henares (Madrid). Sus restos fueron enterrados en el cementerio de Rubielos de Mora (Teruel). Su obra póstuma fue en el "Taller del Val", junto con Teo Dietrich Mann e Ignacio Díez, firmando una serie de tres grabados titulados el "bat" (bon à tirer).

## Exposiciones

### Individuales
- 1951: en el Círculo Artístico y Literario de Granada.
- 1957: en el Colegio de España en París.
- 1965: en el Ateneo de Madrid.
- 1968, 1972 y 1975: en la Galería Juana Mordó (Madrid).
- 1970: en la Galería Renate Reisky en Kassel (Alemania).
- 1976: en Pamplona en la Caja de Ahorros de Navarra, y en el Museo de Arte Contemporáneo del Alto Aragón en Huesca.
- 1984: Exposición antológica en el Centro Cultural de la Villa de Madrid
- 1985: Retrospectivas en el Palacio de la Lonja de Zaragoza, y en el Museo de Bellas Artes de Huesca.
- 1988: ARCO´88 Galería Tórculo en Madrid, y una retrospectiva en el Museo de Teruel.
- 1992: Centro de Exposiciones y Congresos "Ibercaja", en Zaragoza y Valencia.
- 1994: el Espacio Pignatelli en Valencia, posteriormente itinerante por Aragón.

### Colectivas
- 1957: con Sempere, Isidoro Balaguer y Joaquín Ramo en el Colegio de España en París.
- 1960: XXX Bienal de Venecia.
- 1961: II Biennale de París en el Musée d´Art Moderne de la Ville de París.
- 1962: La Nueva Pintura de España ll: Six Contemporary Spanish Painters: Feito, Lago, Lucio Muñoz, Millares, Saura, Victoria. Arthur Tooth Gallery de Londres.
- 1968: XXXIV Bienal de Venecia, y en la VII Bienal de Alejandría.
- 1972: XXXVI Bienal de Venecia
- 1973-1975: Itinerante Arte´73 de la Fundación Juan March.
- 1977: "Arte Español Contemporáneo" en Tokio; "Seis Maestros Aragoneses del Arte Actual" en la Caja de Ahorros de la Inmaculada de Zaragoza; y "Forma y Medida en el Arte Español Actual" en la Biblioteca Nacional de Madrid.
- 1986: "Arte español en Nueva York (1950-1970)" de la Fundación Juan March en Madrid.
- 1989: con el "Grupo Ruedo Ibérico" en las exposiciones realizadas en Madrid, Praga, México, Marbella, etc.

## Museos
Su obra está presente en la colecciones permanentes del:
- Museo Nacional Centro de Arte Reina Sofía
- Instituto Valenciano de Arte Moderno (IVAM)
- Museo Abelló de Mollet del Vallès
- Instituto Aragonés de Arte y Cultura Contemporáneos Pablo Serrano (IAACC)
- Museo Patio Herreriano de Valladolid
- Museo de Bellas Artes de Santander
- de la Colección Municipal de Arte Contemporáneo de Madrid.

## Reconocimiento
- 1996: se le dedicó a su memoria el I.N.B. de Monreal del Campo (Teruel) y una exposición antológica en las Cortes de Aragón.
- 22/05/2003: se inauguró en Rubielos de Mora la "Fundación Museo Salvador Victoria" (ubicada en el antiguo Hospital de Gracia, edificio del siglo XVIII) que expone la obra del pintor, junto con una  muestra de arte contemporáneo español.[5]